# Первомайское (Липецкая область)
Первома́йское — село Лев-Толстовского района Липецкой области, административный центр  Первомайского сельсовета.

## Географическое положение
Село расположено на берегу реки Раковая Ряса в 19 км на юг от райцентра посёлка Лев Толстой.
Разделено прудом на две части — собственно Первомайское (центр, где сосредоточены административные учреждения, а также Церковь) и Барзовку (крупный порядок, то есть улица, названная так якобы по имени помещика, некогда владевшего им).

## История
В качестве села Верхние Раковы Рясы упоминаются в окладных книгах 1676 г. с церковью вмч. Георгия, двором попа Симеона, двором дьячковым, двором пономаревым, двором просвирницыным, в приходе которого 34 двора детей боярских и 4 двора бобыльских. Вместо упоминаемой в XVII ст. деревянной и пришедшей в ветхость церкви, в 1787 г. поставлена была новая, в то же храмонаименование, по храмозданной грамоте Тихона, епископа Воронежского и Задонского, которая освящена 13 ноября того же года. В 1807 г. дано было, по просьбе прихожан, дозволение на поправку оказавшихся в этой церкви ветхостей, а в 1850 г. при ней построена колокольня. В 1880 г. деревянная церковь была разобрана, на ее месте поставлена каменная часовня. Каменная Георгиевская церковь с приделом в честь иконы Смоленской Божией Матери была устроена в 1875 г. Одновременно с церковью начата постройкою и колокольня, имевшая в вышину 22 арш., но окончена только в 1879 г. На устройство церкви и колокольни употреблено 16 947 руб. 81 коп. В церковной ограде помещалось здание для школы, устроенное в 1881 году.
В XIX — начале XX века село входило в состав Зенкинской волости Раненбургского уезда Рязанской губернии. В 1906 году в селе было 305 дворов.
С 1928 года село являлось центром Голожоховского сельсовета Лев-Толстовского района Козловского округа Центрально-Чернозёмной области, с 1954 года — в составе Липецкой области, с 1959 года — центр Первомайского сельсовета.
В 1959 году село переименовали в Первомайское — в честь Первомая.
Бывший СХПК (в советское время колхоз) «Красный путиловец» в начале 2000-х прекратил существование.

## Население
| 1859 | 1897  | 1906  | 2000 | 2010 |
| ---- | ----- | ----- | ---- | ---- |
| 1729 | ↗1910 | ↗2097 | ↘602 | ↘577 |

## Инфраструктура
Сейчас на территории Первомайского сельского совета действует Дом культуры, библиотека, фельдшерский пункт, школа, почтовое отделение, детский сад, два магазина. В 2009 году появился участковый пункт милиции.